# نيف
نيف هي بلدية في مقاطعة كونيو في منطقة بيدمونت الإيطالية تقع على بعد 50 كيلومتر (31 ميل) جنوب شرق تورينو و 60 كيلومتر (37 ميل) شمال شرق كونيو.
تقع نيف على حدود البلديات التالية: بارباريسكو وكاستاغنيتو وكاستاغنولي ديلي لانزي وكوازولو وماجليانو ألفيري ومانجو ونيفيجلي وتريسو.